# Universidad Libre de Música
La Universidad Libre de Música (en portugués: Universidade Livre de Música) es una escuela de música vinculada al Centro Tom Jobim, ubicado en Sao Paulo en Brasil. Ofrece cursos regulares y cursos gratuitos y conciertos, talleres y clases magistrales. Tiene unidades en los barrios de Brooklin y Luz. Es una escuela gratuita y tiene como objetivo la formación de profesionales en el negocio de la música. La coexistencia de los eruditos musicales y profesionales con un cuerpo integrado al Centro Tom Jobim proporciona a los estudiantes una experiencia diferenciada, y la preparación para su entrada en la vida artística.